# Milan Richter (lední hokejista)
Milan Richter (15. července 1938 Brno – 29. listopadu 2005) byl český profesionální hokejista.

## Klubové statistiky
| Sezona     | Klub                       | Soutěž     | Základní část | Základní část | Základní část | Základní část | Základní část | Play off | Play off | Play off | Play off | Play off |
| Sezona     | Klub                       | Soutěž     | Z             | G             | A             | B             | TM            | Z        | G        | A        | B        | TM       |
| ---------- | -------------------------- | ---------- | ------------- | ------------- | ------------- | ------------- | ------------- | -------- | -------- | -------- | -------- | -------- |
| 1956-57    | ZJS Zbrojovka Spartak Brno | TCH        | 12            | 0             | 0             | 0             | —             | —        | —        | —        | —        | —        |
| 1957-58    | ZJS Zbrojovka Spartak Brno | TCH-2      | —             | —             | —             | —             | —             | —        | —        | —        | —        | —        |
| 1958-59    | Rudá hvězda Brno           | TCH        | 9             | 0             | 0             | 0             | —             | —        | —        | —        | —        | —        |
| 1959-60    | Rudá hvězda Brno           | TCH        | 2             | 0             | 0             | 0             | —             | —        | —        | —        | —        | —        |
| 1960-61    | ZJS Zbrojovka Spartak Brno | TCH        | 31            | 1             | 0             | 1             | —             | —        | —        | —        | —        | —        |
| 1961-62    | ZJS Zbrojovka Spartak Brno | TCH-2      | —             | —             | —             | —             | —             | —        | —        | —        | —        | —        |
| 1962-63    | ZJS Zbrojovka Spartak Brno | TCH        | 30            | 1             | 0             | 1             | —             | —        | —        | —        | —        | —        |
| 1963-64    | ZJS Zbrojovka Spartak Brno | TCH-2      | —             | —             | —             | —             | —             | —        | —        | —        | —        | —        |
| 1964-65    | Spartak Královo Pole       | TCH-2      | —             | —             | —             | —             | —             | —        | —        | —        | —        | —        |
| TCH celkem | TCH celkem                 | TCH celkem | 84            | 2             | 0             | 2             | —             | —        | —        | —        | —        | —        |